# Rắn hoa cỏ Myanma
Rhabdophis leonardi là một loài rắn trong họ Rắn nước. Loài này được Wall mô tả khoa học đầu tiên năm 1923.